# Declan Quinn
Declan Quinn (Chicago, 1957) è un direttore della fotografia statunitense, tre volte vincitore dell'Independent Spirit Award per la miglior fotografia.

## Filmografia
- The Kill-Off, regia di Maggie Greenwald (1989)
- Blood and Concrete, regia di Jeffrey Reiner (1991)
- Bugie allo specchio (Lies of the Twins), regia di Tim Hunter (1991) (TV)
- Nightmare 6: La fine (Freddy's Dead: The Final Nightmare), regia di Rachel Talalay (1991)
- The Bargain Shop, regia di Johnny Gogan (1992)
- Mio cugino, il reverendo Bobby (Cousin Bobby), regia di Jonathan Demme (1992)
- The Heart of Justice, regia di Bruno Barreto (1992) (TV)
- The Ballad of Little Jo, regia di Maggie Greenwald (1993)
- Vanya sulla 42esima strada (Vanya on 42nd Street), regia di Louis Malle (1994)
- Via da Las Vegas (Leaving Las Vegas), regia di Mike Figgis (1995)
- Carried Away, regia di Bruno Barreto (1996)
- Kamasutra (Kama Sutra: A Tale of Love), regia di Mira Nair (1996)
- Complice la notte (One Night Stand), regia di Mike Figgis (1997)
- 2by4, regia di Jimmy Smallhorne (1998)
- This Is My Father, regia di Paul Quinn (1998)
- La voce dell'amore (One True Thing), regia di Carl Franklin (1998)
- Flawless - Senza difetti (Flawless), regia di Joel Schumacher (1999)
- 28 giorni (28 Days), regia di Betty Thomas (2000)
- Monsoon Wedding - Matrimonio indiano (Monsoon Wedding), regia di Mira Nair (2001)
- Gli occhi della vita (Hysterical Blindness), regia di Mira Nair (2000) (TV)
- 11 settembre 2001 (11'09"01 - September 11), episodio India, regia di Mira Nair (2002)
- In America - Il sogno che non c'era (In America), regia di Jim Sheridan (2002)
- Oscure presenze a Cold Creek (Cold Creek Manor), regia di Mike Figgis (2003)
- La fiera della vanità (Vanity Fair), regia di Mira Nair (2004)
- Breakfast on Pluto, regia di Neil Jordan (2005)
- Get Rich or Die Tryin', regia di Jim Sheridan (2005)
- Jimmy Carter Man from Plains, regia di Jonathan Demme (2007)
- The Lucky Ones - Un viaggio inaspettato (The Lucky Ones), regia di Neil Burger (2008)
- Rachel sta per sposarsi (Rachel Getting Married), regia di Jonathan Demme (2008)
- Pride and Glory - Il prezzo dell'onore (Pride and Glory), regia di Gavin O'Connor (2008)
- 8, episodio How can it be?, regia di Mira Nair (2008)
- Rent: Filmed Live on Broadway, regia di Michael John Warren (2008)
- New York, I Love You, episodio regia di Mira Nair (2009)
- La vita segreta della signora Lee (The Private Lives of Pippa Lee), regia di Rebecca Miller (2009)
- Neil Young Trunk Show, regia di Jonathan Demme (2009)
- The Moth Diaries, regia di Mary Harron (2011)
- Neil Young Journeys, regia di Jonathan Demme (2011)
- Being Flynn, regia di Paul Weitz (2012)
- Il fondamentalista riluttante (The Reluctant Fundamentalist), regia di Mira Nair (2012)
- Admission - Matricole dentro o fuori (Admission), regia di Paul Weitz (2013)
- Un tuffo nel passato 2 (Hot Tub Time Machine 2), regia di Steve Pink (2015)
- Dove eravamo rimasti (Ricki and the Flash), regia di Jonathan Demme (2015)
- The Shack, regia di Stuart Hazeldine (2017)
- La vita dopo i figli (Otherhood), regia di Cindy Chupack (2019)

## Riconoscimenti
- Independent Spirit Award per la miglior fotografia
  - 1996: vincitore - Via da Las Vegas
  - 1998: vincitore - Kamasutra
  - 2004: vincitore - In America - Il sogno che non c'era